# Curbigny
Curbigny település Franciaországban, Saône-et-Loire megyében. Lakosainak száma 306 fő (2022. január 1.). Curbigny Colombier-en-Brionnais, Baudemont, La Clayette, Gibles, Saint-Symphorien-des-Bois és Varennes-sous-Dun községekkel határos.

## Népesség
A település népességének változása:
| Lakosok száma | 314  | 315  | 329  | 319  | 315  | 310  | 306  | 305  | 306  |
|               | 2013 | 2015 | 2016 | 2017 | 2018 | 2019 | 2020 | 2021 | 2022 |